# کوتال
کوتال (به لاتین: Kotal) یک منطقه مسکونی در جمهوری آذربایجان است که در قره‌داغ رایون از توابع شهر باکو واقع شده است.